# Песчаный (полуостров)
Песчаный — полуостров в Приморском крае России.
Находится на западном берегу Амурского залива. В 12 км от Владивостока. Входит во Владивостокский городской округ.
По одной из версий название полуострова произошло от перевода на русский язык его названия Санди с английской карты, что и означает песчаный. Это название вполне правдывают его песчаные берега без скалистых мысов и утёсов.
Отделён на западе от материка узким перешейком. Омывается с юга бухтой Мелководной, с севера бухтой Песчаной, с востока Амурским заливом. Высота до 177 м. На полуострове расположен населённый пункт село Береговое. Выделяются три мыса: Чихачёва (на северо-востоке), Песчаный (на востоке) и Ограновича (на юге).